# Banner Elk
Banner Elk es un pueblo ubicado en el condado de Avery en el estado estadounidense de Carolina del Norte. En el año 2000 tenía una población de 811 habitantes y una densidad poblacional de 262,5 personas por km².

## Geografía
Banner Elk se encuentra ubicado en las coordenadas 36°9′34″N 81°52′18″O / 36.15944, -81.87167.

## Demografía
Según la Oficina del Censo en 2000 los ingresos medios por hogar en la localidad eran de $33.750, y los ingresos medios por familia eran $41.964. Los hombres tenían unos ingresos medios de $35.250 frente a los $23.036 para las mujeres. La renta per cápita para la localidad era de $12.725. Alrededor del 13.5% de las familias y del 18.7% de la población estaban por debajo del umbral de pobreza.